# Copa Korać 1995-96
La Copa Korać 1995-96 fue la vigésimo quinta edición de la Copa Korać, competición creada por la FIBA para equipos europeos que no disputaran ni la Copa de Europa ni la Recopa. Participaron 97 equipos, dos más que en la edición anterior. El campeón fue el equipo turco del Efes Pilsen, que lograba su primer título, derrorando en la final al conjunto italiano del Stefanel Milano, subcampeón por segundo año consecutivo.

## Primera ronda
| Equipo 1                      | Agr.    | Equipo 2              | Ida    | Vuelta |
| ----------------------------- | ------- | --------------------- | ------ | ------ |
| Plannja                       | 160–174 | Avtodor Saratov       | 82–87  | 78–87  |
| Šiauliai                      | 165–163 | Slask Wroclaw         | 100–88 | 65–75  |
| Möllersdorf Traiskirchen      | 142–196 | BFC Beočin            | 75–87  | 67–109 |
| Brotnjo                       | 184–176 | Montan Kapfenberg     | 88–79  | 96–97  |
| Ovarense Aerosoles            | 148–168 | Spirou Charleroi      | 82–82  | 66–86  |
| Nemetali Strumica             | 116–149 | Atomerőmű             | 63–71  | 53–78  |
| Ozeta Trenčín                 | 127–164 | Belgacom Union Mons   | 59–61  | 68–103 |
| Soulis Sporting               | 161–145 | AEK Larnaca           | 77–61  | 84–84  |
| Alita                         | 161–145 | Spartak Moscow        | 20–0   | 20–0   |
| Floare                        | 132–150 | Ficosota Shumen       | 71–65  | 61–85  |
| Vitez                         | 120–234 | Kantrida              | 56–125 | 64–109 |
| Bosna                         | 0–40    | Croatia Osiguranje    | 0–20   | 0–20   |
| Vllaznia                      | 119–183 | Žito Vardar           | 53–90  | 66–93  |
| Keravnos                      | 185–192 | Slavia Sofia          | 86–69  | 99–123 |
| Slovakofarma Pezinok          | 197–208 | Aarhus                | 95–113 | 102–95 |
| BIPA-Moda Odessa              | 150–167 | Maccabi Rishon LeZion | 87–78  | 63–89  |
| Kovinotehna Savinjska Polzela | 164–146 | Albacomp Fehérvár     | 90–72  | 74–74  |
| Slavonska Banka Osijek        | 137–121 | Chemosvit             | 70–59  | 67–62  |
| Nova Hut Ostrava              | 151–172 | UniVersa Bamberg      | 81–88  | 70–84  |
| Omonia                        | 163–170 | Hapoel Holon          | 82–76  | 81–94  |
| ZTE                           | 158–173 | Bavaria Wolltex       | 63–83  | 95–90  |
| Akvarius Volgograd            | 150–145 | Crvena Zvezda         | 74–67  | 76–78  |
| ASVEL                         | 177–161 | Manchester Giants     | 83–76  | 94–85  |
| Einkaufswelt Fürstenfeld      | 167–155 | Sparta Bertrange      | 90–72  | 77–83  |
| Grodno 93                     | 128–168 | Stal Bobrek Bytom     | 73–83  | 55–83  |
| Shakhtar Donetsk              | 152–121 | Astra Södertälje      | 66–41  | 86–80  |
| Cenex Sarajevo                | 0–40    | MOL Szolnoki Olaj     | 0–20   | 0–20   |
| MZT Skopje                    | 161–158 | Franck Dona           | 81–64  | 80–94  |
| Borås                         | 154–149 | Crystal Palace        | 96–77  | 58–72  |
| Litostroj Slovan              | 157–171 | Steiner Bayreuth      | 86–83  | 71–88  |
| Satex Maribor                 | 141–152 | Tofaş                 | 71–76  | 70–76  |
| London Towers                 | 147–145 | PSG Racing            | 68–57  | 79–88  |
| Oliveirense                   | 177–175 | Worthing Bears        | 92–75  | 85–100 |
| Dijon                         | 149–120 | Sparta Praha          | 78–51  | 71–69  |
| Trodat Wels                   | 160–147 | USK Praha             | 84–82  | 76–65  |

## Segunda ronda
| Equipo 1                      | Agr.    | Equipo 2               | Ida    | Vuelta |
| ----------------------------- | ------- | ---------------------- | ------ | ------ |
| Avtodor Saratov               | 164–147 | KK Atletas             | 94–76  | 70–71  |
| Šiauliai                      | 169–152 | KK BFC Beočin          | 82–68  | 87–84  |
| HKK Brotnjo                   | 137–259 | Spirou                 | 69–118 | 68–141 |
| Atomerőmű SE                  | 138–195 | Estudiantes Argentaria | 68–87  | 70–108 |
| Belgacom Quaregnon            | 184–199 | Soulis Sporting        | 92-92  | 92–107 |
| KK Savy                       | 113–161 | Pitch Cholet           | 65–90  | 48–71  |
| BK Ficosota Shumen            | 168–183 | PTT                    | 81–91  | 87–92  |
| KK Kantrida                   | 159–169 | Scavolini Pesaro       | 72–75  | 87–94  |
| KK Žito Vardar                | 123–149 | Croatia Osiguranje     | 57–67  | 66–82  |
| BK Slavija                    | 159–201 | Cagiva Varese          | 89–104 | 70–97  |
| BK Århus                      | 138–168 | Maccabi Rishon LeZion  | 65–70  | 73–98  |
| Kovinotehna Savinjska Polzela | 118–144 | Efes Pilsen            | 66–76  | 52–68  |
| KK Slavonska Banka Osijek     | 157–175 | UniVersa Bamberg       | 78–89  | 79–86  |
| Hapoel Holon BC               | 135–177 | Teamsystem Bologna     | 75–89  | 60–88  |
| Bavaria Wolltex Maribor       | 169–160 | BK Akvarius Volgograd  | 87–77  | 82–83  |
| ASVEL                         | 182–141 | Hapoel Tel Aviv        | 93–68  | 89–73  |
| Šilutė                        | 184–175 | MBK Nikolaev           | 100–76 | 84–99  |
| BSC Einkaufswelt Fürstenfeld  | 151–218 | AEK                    | 88–118 | 63–100 |
| Stal Bobrek Bytom             | 157–149 | BK Shakhtar            | 79–69  | 78–80  |
| MOL Szolnok                   | 136–172 | Aris Moda Bagno        | 64–66  | 72–106 |
| MZT Skopje                    | 161–172 | Samara                 | 91–78  | 70–94  |
| Sport Clube Beira-Mar         | 178–200 | Amway Zaragoza         | 92–116 | 86–84  |
| Borås Basket                  | 154–200 | Borovica               | 78–117 | 76–83  |
| BBC Bayreuth                  | 131–163 | Panionios Afisorama    | 64–85  | 67–78  |
| London Towers                 | 153–171 | Tofaş                  | 83–74  | 70–97  |
| Verviers-Pepinster            | 141–165 | TDK Manresa            | 77–81  | 64–84  |
| UD Oliveirense                | 131–159 | Dijon                  | 71–71  | 60–88  |
| Fenerbahçe                    | 159–126 | RB Antwerpen           | 92–61  | 67–65  |
| SSV Brant Hagen               | 135–153 | Vojvodina              | 85–77  | 50–76  |
| ABC Trodat Wels               | 147–165 | Festina Andorra        | 75–81  | 72–84  |

Clasificados automáticamente para tercera ronda
- ALBA Berlin (defensor del título)
- Stefanel Milano

## Tercera ronda
| Equipo 1                | Agr.    | Equipo 2               | Ida     | Vuelta  |
| ----------------------- | ------- | ---------------------- | ------- | ------- |
| Avtodor Saratov         | 183–204 | Alba Berlin            | 86–98   | 97–106  |
| Šiauliai                | 130–172 | Stefanel Milano        | 74–81   | 56–91   |
| Spirou                  | 170–182 | Estudiantes Argentaria | 80–85   | 90–97   |
| Soulis Sporting         | 166–156 | Pitch Cholet           | 95–76   | 71–80   |
| PTT                     | 121–148 | Scavolini Pesaro       | 61–73   | 60–75   |
| Croatia Osiguranje      | 115–132 | Cagiva Varese          | 54–60   | 61–72   |
| Maccabi Rishon LeZion   | 118–161 | Efes Pilsen            | 59–79   | 59–82   |
| UniVersa Bamberg        | 132–152 | Teamsystem Bologna     | 62–72   | 70–80   |
| Bavaria Wolltex Maribor | 161–184 | ASVEL                  | 98–103  | 63–81   |
| Šilutė                  | 179–214 | AEK                    | 79–93   | 100–121 |
| Stal Bobrek Bytom       | 131–148 | Aris Moda Bagno        | 80–54   | 51–94   |
| Samara                  | 171–192 | Amway Zaragoza         | 102–100 | 69–92   |
| Borovica                | 140–162 | Panionios Afisorama    | 75–77   | 65–85   |
| Tofaş                   | 134–137 | TDK Manresa            | 70–64   | 64–73   |
| Dijon                   | 137–163 | Fenerbahçe             | 69–72   | 68–91   |
| Vojvodina               | 145–148 | Festina Andorra        | 81–69   | 64–79   |

## Octavos de final
Los octavos de final se jugaron dividiendo los 16 equipos clasificados en cuatro grupos con un sistema de todos contra todos.
|  | Los dos primeros clasificados avanzan a cuartos de final |

|    | Equipo                 | PJ | Pts | G | P | PF  | PC  | Dif. |
| -- | ---------------------- | -- | --- | - | - | --- | --- | ---- |
| 1. | Stefanel Milano        | 6  | 11  | 5 | 1 | 533 | 473 | +60  |
| 2. | Fenerbahçe             | 6  | 9   | 3 | 3 | 511 | 509 | +2   |
| 3. | Estudiantes Argentaria | 6  | 8   | 2 | 4 | 493 | 518 | -25  |
| 4. | Soulis Sporting        | 6  | 8   | 2 | 4 | 535 | 572 | -37  |

|    | Equipo              | PJ | Pts | G | P | PF  | PC  | Dif. |
| -- | ------------------- | -- | --- | - | - | --- | --- | ---- |
| 1. | Efes Pilsen         | 6  | 11  | 5 | 1 | 429 | 389 | +40  |
| 2. | Cagiva Varese       | 6  | 10  | 4 | 2 | 458 | 429 | +29  |
| 3. | Panionios Afisorama | 6  | 9   | 3 | 3 | 445 | 431 | -14  |
| 4. | Festina Andorra     | 6  | 6   | 0 | 6 | 380 | 463 | -83  |

|    | Equipo             | PJ | Pts | G | P | PF  | PC  | Dif. |
| -- | ------------------ | -- | --- | - | - | --- | --- | ---- |
| 1. | Teamsystem Bologna | 6  | 10  | 4 | 2 | 486 | 489 | -3   |
| 2. | Alba Berlin        | 6  | 10  | 4 | 2 | 538 | 525 | +13  |
| 3. | Aris Moda Bagno    | 6  | 9   | 3 | 3 | 499 | 490 | +9   |
| 4. | Amway Zaragoza     | 6  | 7   | 1 | 5 | 495 | 514 | -19  |

|    | Equipo           | PJ | Pts | G | P | PF  | PC  | Dif. |
| -- | ---------------- | -- | --- | - | - | --- | --- | ---- |
| 1. | ASVEL            | 6  | 11  | 5 | 1 | 463 | 454 | +9   |
| 2. | Scavolini Pesaro | 6  | 9   | 3 | 3 | 468 | 460 | +8   |
| 3. | TDK Manresa      | 6  | 8   | 2 | 4 | 476 | 492 | -16  |
| 4. | AEK              | 6  | 8   | 2 | 4 | 480 | 481 | -1   |

## Cuartos de final
| Equipo 1         | Agr.    | Equipo 2           | Ida   | Vuelta |
| ---------------- | ------- | ------------------ | ----- | ------ |
| Fenerbahçe       | 142–151 | Efes Pilsen        | 68–95 | 74–56  |
| Cagiva Varese    | 162–170 | Stefanel Milano    | 72–81 | 90–89  |
| Alba Berlin      | 155–157 | ASVEL              | 79–75 | 76–82  |
| Scavolini Pesaro | 170–184 | Teamsystem Bologna | 81–84 | 89–100 |

## Semifinales
| Equipo 1        | Agr.    | Equipo 2           | Ida    | Vuelta |
| --------------- | ------- | ------------------ | ------ | ------ |
| Efes Pilsen     | 193–175 | Teamsystem Bologna | 102–78 | 91–97  |
| Stefanel Milano | 154–141 | ASVEL              | 73–69  | 81–72  |

## Final
| Equipo 1    | Agr.    | Equipo 2        | Ida   | Vuelta |
| ----------- | ------- | --------------- | ----- | ------ |
| Efes Pilsen | 146–145 | Stefanel Milano | 76–68 | 70–77  |

| 6 de marzo de 1996 | Efes Pilsen                                                                | 76–68                | Stefanel Milano                                                     | |  |
|                    | Parciales: 40-32, 36-36                                                    |                      |                                                                     | |  |
|                    | Estadísticas Petar Naumoski, 31 Aydin, McRae, Türkcan 6 Petar Naumoski, 10 | Reporte Pts Reb Asts | Estadísticas Dejan Bodiroga, 19 Dejan Bodiroga, 10 Nando Gentile, 4 | Pabellón: Abdi İpekçi Arena, Estambul Asistencia: 12.000 espectadores Árbitros: Carl Jungebrand (FIN), Armand de Keyser (BEL) |  |

| 13 de marzo de 1996 | Stefanel Milano                                                  | 77–70                | Efes Pilsen                                                       | |  |
|                     | Parciales: 34-32, 43-38                                          |                      |                                                                   | |  |
|                     | Estadísticas Gregor Fučka, 20 Dejan Bodiroga, 8 Nando Gentile, 3 | Reporte Pts Reb Asts | Estadísticas Petar Naumoski, 26 Mirsad Türkcan 13 Volkan Aydin, 2 | Pabellón: Forum di Milanofiori, Mián Asistencia: 10.800 espectadores Árbitros: Reuven Virovnik (ISR), Villiam Koller (SVK) |  |

| Campeón de la Copa Korać 1995–96 |
| -------------------------------- |
| Efes Pilsen 1.er título          |